# Conão (doméstico)
Flávio Conão (em latim: Flavius Conon) foi um oficial bizantino do século V ou VI. Aparece numa inscrição cristã muito danificada oriunda de Icônio, na Licônia, na qual aparece como ex-doméstico.